# Усмар Исмаил
Усмар Исмаил (индон. Usmar Ismail; 20 марта 1921, Букиттинги, Западная Суматра, Голландская Ост-Индия — 2 января 1971, Индонезия) — выдающийся индонезийский кинорежиссёр, сценарист, продюсер. Пионер кинематографа Индонезии. Внёс наиболее значительный вклад в национальный кинематограф после обретения независимости Индонезии в 1950-е — 1960-е годы.

## Биография
Представитель народа минангкабау. Во время голландского колониального правления служил в армии. Позже, мечтая стать режиссёром, в начале 1950-х годов создал «Perfini Studios», первую киностудию в Индонезии. Писал театральные сценарии для драматической труппы, действовавшей во время японской оккупации.
Был членом группы поэтов и прозаиков Индонезии «Поколение-45» (Angkatan’45), вышедших на литературную арену в период японской оккупации и войны за независимость.
В 1952—1953 годах изучал искусство кино в университете Лос-Анджелеса, получил степень бакалавра.
Как режиссёр снял 28 кинокартин. Создал 16 сценариев. Выступил продюсером 14 фильмов.
Участник Московского международного кинофестиваля 1961 года, на котором представил один из самых известных своих фильмов «Борцы за свободу» / Бесстрашный Имрон. В 1963 году вновь участвовал в работе Московского международного кинофестиваля со своим фильмом «Тоха — герой южного Бандунга».

## Избранная фильмография
- 1949 : Harta Karun
- 1949 : Tjitra
- 1950 : Darah dan Doa
- 1951 : Dosa Tak Berampun
- 1953 : Kafedo
- 1953 : Krisis
- 1951 : Enam Djam Di Djogja
- 1953 : После комендантского часа / Lewat Djam Malam
- 1955 : Lagi-Lagi Krisis
- 1955 : Tamu Agung
- 1956 : Tiga Dara
- 1957 : Delapan Pendjuru Angin
- 1958 : Asrama dara
- 1960 : Pedjuang
- 1961 : Тоха — герой южного Бандунга / Toha, Pahlawan Bandung Selatan
- 1961 : Борцы за свободу — Бесстрашный Имрон
- 1962 : Anak Perawan di Sarang Penjamun
- 1962 : Bajangan di Waktu Fadjar
- 1963 : Holiday in Bali
- 1964 : Anak-Anak Revolusi
- 1965 : Liburan Seniman
- 1968 : Ja, Mualim
- 1969 : Big Village
- 1970 : Ananda

## Память
- Имя Усмара Исмаила носит в Джакарте концертный зал, известный как Usmar Ismail Hall, в котором проводятся музыкальные, оперные и театральные представления.
- Создана Академия кинематографии имени Усмара Исмаила.